# Sällskapet för framtidsstudier
Sällskapet för framtidsstudier (finska: Tulevaisuuden tutkimuksen seura) är ett finländskt tvärvetenskapligt samfund med säte i Åbo. Det grundades 1980 av 14 finländska universitet och högskolor.
Sällskapets syfte är bland annat att på lång sikt påverka utvecklingen inom kultur och samhälle i Finland, främja framtidsforskning, undervisning som bygger på framtidsforskning samt upprätthålla och koordinera kontakter, både nationellt och internationellt, mellan forskare och olika parter som drar nytta av denna forskning. Sällskapet samarbetar också med forskningscentralen Tulevaisuuden tutkimuskeskus som sedan 1992 arbetar i Åbo.
Sällskapet utger sedan 1986 tidskriften Futura samt två vetenskapliga skriftserier, Acta Futura Fennica i vilken bland annat doktorsavhandlingar publiceras, och serien Tulevaisuus för debattinlägg.